# Klonoa 2: Dream Champ Tournament
Klonoa 2: Dream Champ Tournament (яп. 風のクロノアG2 ドリームチャンプ・トーナメント, англ. Klonoa: Dream Champ Tournament), известная в Японии как Kaze no Klonoa G2: Dream Champ Tournament, — видеоигра разработанная Namco и выпущенной в Game Boy Advance в Японии в 2002 году и в Северной Америке в начале 2005 года. В качестве третьей игры в спин-оффах из серии игр Klonoa. В игре сохранились многие элементы игрового процесса предыдущих названий, добавив несколько своих собственных. Игра является продолжением игр Klonoa: Empire of Dreams и Klonoa 2: Lunatea’s Veil.

## Сюжет
«Klonoa 2: Dream Champ Tournament» происходит после событий Klonoa: Empire of Dreams. Игра начинается вскоре после того, как Клоноа побеждает Короля Отчаяния и получает пригласительное письмо, которое прилетело с неба, сообщая ему, что он выбран для участия в престижном турнире по шайбе среди других успешных искателей приключений за титул «Величайший герой», А также денежное вознаграждение. После того, как Клоноа заканчивает чтение, он окутан ярким светом и попадает в гигантскую арену вместе с несколькими другими авантюристами. Он встречается с Лоло и Попкой, из разговоров он узнаёт, что они тоже участвуют в конкурсе, и помпезный мошенник по имени Гантз, который немедленно оттачивает его. Мастер церемоний и спонсор самого турнира, Гарлен, появляется и информирует всех о том, что они будут объединены в один турнир по исключению, который заставит их участвовать в нескольких мирах по собственному выбору. Победителем станет первый, который достигнет цели и перейдет к следующему раунду.

## Факт
- В игре в качестве одного из соперников присутствует Джока, однако ещё до событий этой игры, в игре Klonoa: Door to Phantomile Джока погибает. Вероятно он каким-то образом смог воскреснуть.

## Геймплей
Тот-же, что и в Клоноа: Империи грёз

## Отзывы
| Сводный рейтинг       | Сводный рейтинг |
| Агрегатор             | Оценка          |
| --------------------- | --------------- |
| GameRankings          | 77,50 %         |
| Metacritic            | 78/100          |
| Иноязычные издания    |                 |
| Издание               | Оценка          |
| 1UP.com               | B+              |
| Famitsu               | 32/40           |
| Game Informer         | 8,25/10         |
| GamePro               | [ 6 ]           |
| GameSpot              | 7,6/10          |
| GameSpy               | [ 8 ]           |
| GameZone              | 8,5/10          |
| IGN                   | 8/10            |
| Nintendo Power        | 4,2/5           |
| Nintendo World Report | 8/10            |
| X-Play                | [ 13 ]          |
| DS Central            | [ 14 ]          |

«Klonoa 2: Dream Champ Tournament» получил в целом положительные отзывы критиков после выпуска, заработав совокупные баллы 77,50% в GameRankings и 78/100 в Metacritic. Famitsu Дал игре 32 из 40 баллов.